# زيلينينة
الزيلينينة (الاسم العلمي: Xylenina) هي تحت قبيلة من الحشرات تتبع فصيلة الليليات من رتبة حرشفيات الأجنحة.

## أجناس الزيلينينة
- الأوبسيلية